# 李渡镇 (渠县)
李渡乡，是中华人民共和国四川省达州市渠县下辖的一个乡镇级行政单位。

## 行政区划
李渡乡下辖以下地区：
李渡社区、灯台村、大林村、九岭村、新渡村、新和村、山河村、狮牌村、坪水村、永寺村、金锣村、石岭村、伏龙村、玉河村和祥云村。